# Lock, Stock and Two Smoking Barrels
Lock, Stock & Two Smoking Barrels is een Britse misdaadfilm uit 1998, geregisseerd door Guy Ritchie. De film introduceerde Vinnie Jones en Jason Statham bij een groot publiek.
In 2000 kreeg de film een spin-off in de vorm van de televisieserie Lock, Stock....

## Verhaal
Bacon is een vlotsprekende straatverkoper, hij heeft een handlanger, Eddy, die altijd de eerste koop doet, waardoor de rest al snel volgt. Bovendien is Eddy's sterkste punt en hobby pokeren. Hij buit zijn hobby dan ook uit door regelmatig te spelen voor geld en door te gokken. Soap is een trotse kok, vooral omdat het legaal is. Hij kreeg zijn bijnaam Soap omdat hij zijn handen niet graag in illegale zaken stopt. Tom is de zakenman van de vier: hij verricht wat kleine zaakjes en verdient op die manier zijn geld.
De vier hebben een foutloos plan bedacht: ze willen de gave van Eddy uitbuiten door samen in te zetten op een wedstrijd van hem. Maar hij speelt niet bij eender wie, hij wil spelen bij Harry Lonsdale waar de inzet per speler zo'n slordige 100.000 pond bedraagt. De vier vrienden gooien elk 25.000 pond samen en laten Eddy het geld meenemen. Ze geloven er echt in, want Eddy heeft één groot voordeel: hij kan zeer goed reacties lezen, zelfs de kleinste verkleining van de pupillen neemt hij waar.
Harry heeft twee belangrijke handlangers: Big Chris en Barry the Baptist. Chris regelt de onafgeloste geldzaken van Harry, hij windt er geen doekjes om, en het gaat er vaak heftig aan toe, maar door z’n woordkeuze laat hij dikwijls zien dat hij een veel hoger IQ heeft dan dat hij eigenlijk bij z’n job nodig heeft. Barry regelt vooral het papierwerk van Harry; hij zorgt ervoor dat iedereen op tijd betaalt en schrikt er niet voor terug om dat hardhandig duidelijk te maken.
Barry heeft van z'n baas de opdracht gekregen om twee waardevolle, antieke geweren te stelen bij een kasteelheer. Voor deze opdracht huurt hij twee lummels in die alle moderne wapens uit de wapenkast stelen. Bij deze inbraak worden ze beschoten door de eigenaar van het kasteel, met een van de twee antieke geweren. Aangezien hun opgedragen werd om de wapens uit de kast te stelen, nemen ze die mee en verkopen ze aan Nick de Griek.
Met de 100.000 pond in een grote tas gaat Eddy naar Harry. Lange tijd lijkt het erop dat hun plan effectief blijkt te lukken. Wanneer de prijzen de hoogte ingaan wil Eddy natuurlijk verder spelen, maar hiervoor leent hij geld bij Harry. Alles is natuurlijk opgezet spel, want in de kamer ernaast zit Barry die met behulp van camera’s in z’n kaarten kijkt en de gegevens naar z’n baas doorgeeft. Hij verliest en verlaat de bar, maar niet voordat hem door Barry eerst goed is ingepeperd dat wanneer ze niet op tijd betalen, er strenge sancties zullen volgen.
Intussen wordt er in het huis naast dat van Eddy een grote ramkraak op een drugskwekerij voorbereid, waar ze het naar het schijnt nogal laks nemen met de veiligheid en denken dat niemand ze iets kwaad wil doen.
Eddy vangt door de plaasteren muren iets op van het gesprek en installeert er een microfoon zodat ze kunnen meeluisteren. De vier zien hierin hun kans om het geld dat ze Harry nog verschuldigd zijn te stelen van de bende en ze besluiten ze op te wachten wanneer ze thuiskomen. Daarop bellen ze Nick de Griek, omdat ze de drugs weer kwijt moeten en ze hebben ook wapens nodig en die kan Nick wel leveren. Dit blijken de twee antieke geweren te zijn.
Alles ontaardt in een verrassend plot; de vier vrienden geraken nog dieper in de problemen, als ze dan al nog verder konden raken. De film besluit met een hele reeks schietscènes zonder het verhaal geweld aan te doen. De film neemt enkele verrassende wendingen, maar of alles goed afloopt blijft de vraag. Big Chris gaat aan de haal met het geld. De jongens hebben alleen de twee antieke wapens nog en gaan ervan uit dat ze geen stuiver meer waard zijn en sturen een van hen eropuit om de wapens in de rivier te gooien. Big Chris zoekt de jongens opnieuw op en geeft ze de tas terug, alleen zonder het geld erin. Wanneer ze echter verder kijken, blijkt er nog een catalogus bij te zitten. Na kortstondig bladeren ontdekken ze dat de twee wapens, waarvan werd aangenomen dat ze waardeloos waren, per stuk 250.000 Britse pond waard zijn. In totale wanhoop proberen ze hun kornuit te bellen, terwijl hij de wapens over de reling gooit. Als in een speling van het lot blijven de wapens op een richel liggen. Met veel moeite probeert hij alsnog de wapens in het water te lozen. Op dat moment gaat de telefoon. Hoe het afloopt zal men nooit weten.

## Rolverdeling
| Acteur            | Personage                |
| ----------------- | ------------------------ |
| Jason Flemyng     | Tom                      |
| Dexter Fletcher   | Soap                     |
| Nick Moran        | Eddie                    |
| Jason Statham     | Bacon                    |
| Steven Mackintosh | Winston                  |
| Sting             | JD                       |
| Nick Marcq        | Charles                  |
| Vinnie Jones      | Big Chris                |
| Lenny McLean      | Barry "the Baptist"      |
| Peter McNicholl   | Little Chris             |
| P. H. Moriarty    | "Hatchet" Harry Lonsdale |
| Stephen Marcus    | Nick "the Greek"         |
| Vas Blackwood     | Rory Breaker             |
| Frank Harper      | Diamond Dog              |
| Alan Ford         | Alan / Narrator          |
| Victor McGuire    | Gary                     |
| Jake Abraham      | Dean                     |
| Rob Brydon        | Traffic Warden           |
| Danny John-Jules  | the barman               |

## Achtergrond

### Soundtrack
De soundtrack werd uitgebracht door Island Records.
1. "Hundred Mile High City" door Ocean Colour Scene
2. "It's a Deal, It's a Steal" door Tom, Nick & Ed*
3. "The Boss" door James Brown
4. "Truly, Madly, Deeply" door Skanga*
5. "Hortifuckinculturalist" - Winston
6. "Police and Thieves" door Junior Murvin
7. "18 With a Bullet" door Lewis Taylor & Carleen Anderson*
8. "Spooky" door Dusty Springfield
9. "The Game" door John Murphy & David Hughes*
10. "Muppets" door Harry, Barry & Gary
11. "Man Machine" door Robbie Williams*
12. "Walk This Land" door E-Z Rollers
13. "Blaspheming Barry" door Barry
14. "I Wanna Be Your Dog" door The Stooges
15. "It's Kosher" door Tom & Nick
16. "Liar Liar" door The Castaways*
17. "I've Been Shot" door Plank & Dog
18. "Why Did You Do It" door Stretch
19. "Guns 4 show, knives for a pro" door Ed & Soap
20. "Oh Girl" door Evil Superstars
21. "If the Milk Turns Sour" door John Murphy & David Hughes (met Rory)*
22. "Zorba the Greek" door John Murphy & David Hughes
23. "I'll Kill Ya" door John Murphy & David Hughes (with Rory)*
24. "The Payback" door James Brown
25. "Fool's Gold" door The Stone Roses*
26. "It's Been Emotional" door Big Chris
27. "18 With a Bullet" door Pete Wingfield

* Nummer niet in de Amerikaanse uitgave

### Uitgave en ontvangst
De film werd op 28 augustus 1998 uitgebracht in het Verenigd Koninkrijk, en op 5 maart 1999 in de Verenigde Staten. In de Verenigde Staten bracht de film $3.753.929 op.
De film kreeg positieve reacties van critici en kijkers, en heeft inmiddels een cultstatus. John Ferguson van de Radio Times noemde de film "de beste Britse misdaadfilm sinds The Long Good Friday". De film scoorde 73% aan goede beoordelingen op Rotten Tomatoes, en 66 op Metacritic.

## Prijzen en nominaties
Lock, Stock and Two Smoking Barrels werd in 1998 genomineerd voor een British Academy Film Award voor Britse film van het jaar.
In 2000 won de film een Edgar Award van de Mystery Writers of America voor beste filmscenario.